# Ramat Denja

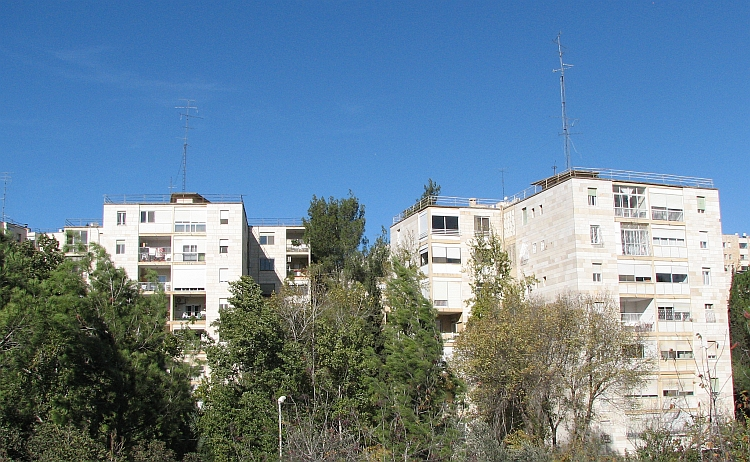
Zástavba v Ramat Denja, ulice Rechov Gelber

Ramat Denja (hebrejsky: רמת דניה, doslova Výšina Denja) je městská čtvrť v jihozápadní části Jeruzaléma v Izraeli.

## Geografie
Leží v nadmořské výšce necelých 800 metrů, cca 5 kilometrů jihozápadně od Starého Města. Na východě s ní sousedí čtvrť Ramat Šaret, na jihu Malcha, na západě Kirjat ha-Jovel, na severu Mordot Bajit va-Gan a Bajit va-Gan. Rozkládá se na západních svazích pahorku, který jižně odtud klesá do údolí vádí Nachal Manachat. Na západ odtud zástavba města pomalu přechází do lesnaté krajiny, do níž míří vádí Nachal Ejn Kerem. Hlavní silniční komunikací je zde ulice Golomb, jež je na jihovýchodě zaústěna do nového tahu dálničního typu (fakticky západní obchvat Jeruzaléma) podél třídy Sderot Menachem Begin. Populace čtvrti je židovská.

## Dějiny
Vznikla roku 1970. Pojmenována je podle firmy, která tento obytný soubor budovala. Vzniklo zde kvalitní bydlení pro střední třídu. Populace dosahuje méně než 2000 obyvatel. Nevznikly tu žádné stavby veřejného charakteru, ráz tohoto urbanistického útvaru je takřka výlučně obytný. Zástavbu tvoří vysoké bytové domy, obyvatelstvo je většinou sekulární.